# チャボ・ゲレロ・ジュニア
チャボ・ゲレロ・ジュニア（Chavo Guerrero, Jr. 、1970年10月20日 - ）は、アメリカ合衆国のプロレスラー。テキサス州エルパソ生まれのメキシコ系アメリカ人。本名はサルバドール・ゲレロ4世（Salvador Guerrero IV）。
メキシコのプロレス一家であるゲレロ家の一員である。祖父のゴリー・ゲレロ、父親のチャボ・ゲレロ・シニア、叔父のマンド・ゲレロ、ヘクター・ゲレロ、エディ・ゲレロもプロレスラーであった。

## 来歴
デビューは1994年。チャボ・ゲレロ・ジュニア（Chavo Guerrero, Jr. ）のリングネームでWCWに所属した。1996年11月にはWCWとの提携ルートで新日本プロレスに初来日している。WCW時代にはラティーノ・ワールド・オーダー（lWo）の一員としても活動していたが、lWoリーダーのエディ・ゲレロはストーリー上加入を認めていなかった。また、ジェネラル・レクション率いるミスフィッツ・イン・アクションに加入し、ルーテナント・ロコ（Lieutenant Loco）のリングネームを使用していた時期もあった。
2001年のWCW崩壊後はWWFに移籍。チャボ・ゲレロ（Chavo Guerrero）のリングネームで活動を開始する。長らくヒートなどのアンダーカードやタフイナフの教官を務めたりと、メインストーリーに絡むことは少なかった。
2002年に入りエディ・ゲレロとのタッグチーム「ロス・ゲレロス（別名チート・トゥ・ウィン）」結成とともに人気が一気にブレイクする。「ダマして、ズルして、盗み取れ（Lie, Cheat, Steal）」がゲレロ家の家訓であるとし、軽妙でズル賢い試合で高い人気を得て、WWEタッグ王座も獲得している。ロス・ゲレロスのストーリーが終了してエディと抗争した際から父親のチャボ・ゲレロ・シニアと共に行動し、以降レイ・ミステリオ、TAJIRIらと共にクルーザー級戦線の看板レスラーとして活動した。
2005年にスマックダウンからRAWに移籍。同時にギミックとリングネームを変更。ヒスパニック系でありながら白人社会の上流階級出身を自称する白人至上主義者というキャラクターのもと、髪をブロンドに染め、ゴルフウェアーがトレードマークのカーウィン・ホワイト（Kerwin White）に変身した。白人のニック・ネメスをキャディ役の付き人に従え、黒人ベビーフェイスであるシェルトン・ベンジャミンとの抗争を開始したが、このギミックはエディ・ゲレロの死の影響によって短期間で終了している。
2005年11月13日に叔父のエディ・ゲレロが死去した際の第一発見者で、WWEの公式発表の際にはビンス・マクマホンと共に会見を行っている。エディの死の後に行われ、エディに捧げる大会となったスマックダウンにて、久々にベビーフェイスのチャボ・ゲレロとしてリングに立ち、JBLと対戦。エディの必殺技であるフロッグ・スプラッシュにて勝利した。
以後、エディの死のショックから立ち直れないというアングルのもと、2006年4月3日のRAWでシェルトン・ベンジャミンのインターコンチネンタル王座に挑戦、この試合での敗退を機に引退を表明する。その後レイ・ミステリオのセコンドとしてスマックダウンにて活動するが、ミステリオがエディ・ゲレロの名前を利用していると言いがかりを付けるストーリーが展開され、ヴィッキー・ゲレロと共に再度ヒールターン。ミステリオを世界ヘビー級王座から転落させて現役復帰し、以降はミステリオとの抗争を開始する。アイ・クイットマッチでミステリオを破り長期欠場に追い込んだ後は、エディの大親友であったクリス・ベノワとUS王座をかけ、技巧派同士の抗争が実現した。

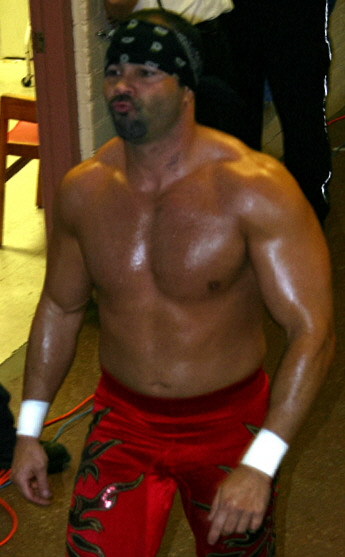
WWE時代

2007年2月にはクルーザー級王座に返り咲くも、その後7月に行われたグレート・アメリカン・バッシュにて敗退し王座を返上している。2008年1月にはエッジの協力（乱入）を得て、CMパンクからECW王座を奪取。レッスルマニア直前のノー・ウェイ・アウトではパンク相手に同王座の防衛を果たした。その後もパンク相手に連戦連勝を続け、幾度とも防衛に成功。レッスルマニアXXIVへ王者のまま進出することが決定する。レッスルマニアXXIVでは24人バトルロイヤル（ECW王座への挑戦権を賭けた）で優勝したケインとECW王座を賭けて対戦。チョークスラムを受け、試合開始後わずか8秒でフォール負けを喫し王座を奪われた。
2009年の追加ドラフトによりRAWへと移籍。移籍後は当時GMだった叔母のヴィッキーと組み、マレラ兄妹と抗争するが同年のエクストリーム・ルールズでの豚小屋戦で敗北し、ミス・レッスルマニアの座を失ったヴィッキーと仲間割れ。抗争が開始されるかに思われたが、ヴィッキーがWWEを退団したため抗争には至らなかった。その後はホーンスワグルと抗争を繰り広げていたが、毎回ゲストホストによりハンデが付けられ、片手を縛って試合をするなど全試合敗退し、特に盛り上がりも無いままホーンスワグルに対し敗北宣言を行い、抗争ストーリーは一時終結する。以降はストーリーラインに絡む事が少なくなり、主にWWEスーパースターズに出演し若手との対戦が続いた。
2010年の追加ドラフトによりスマックダウンに移籍。以降、RAW所属時代に仇敵であったホーンスワグルを救出したり、ロイヤルランブルに登場した際に大声援で迎えられるなど徐々にベビーターンを果たすが、相変わらずホーンスワグルに試合妨害を受け続け、以降は善悪が非常に曖昧な立場となった。NXTにてダレン・ヤングのプロも務め、10月にはジャック・スワガーの鷲のマスコット、スワガーイーグル（Swagger's Soaring Eagle）として活動している。
2011年6月25日、起用法に不満を覚えたチャボの希望によりWWEから自主退団が発表された。退団後、ゲレロ一族であり叔父のヘクター・ゲレロが在籍するTNAへの参戦が噂されたが、プエルトリコの名門WWCに参戦。同年7月16日にはWWCカリビアンヘビー級王座を奪取している。
2012年7月26日、TNAのTVショ―であるImpact Wrestlingに参戦し、後に正式に入団。ヘルナンデスとタッグを組み、10月14日の放送においてダニエルズ & カザリアン、AJスタイルズ & カート・アングルの3wayマッチにてTNA世界タッグチーム王座を獲得。

## 得意技

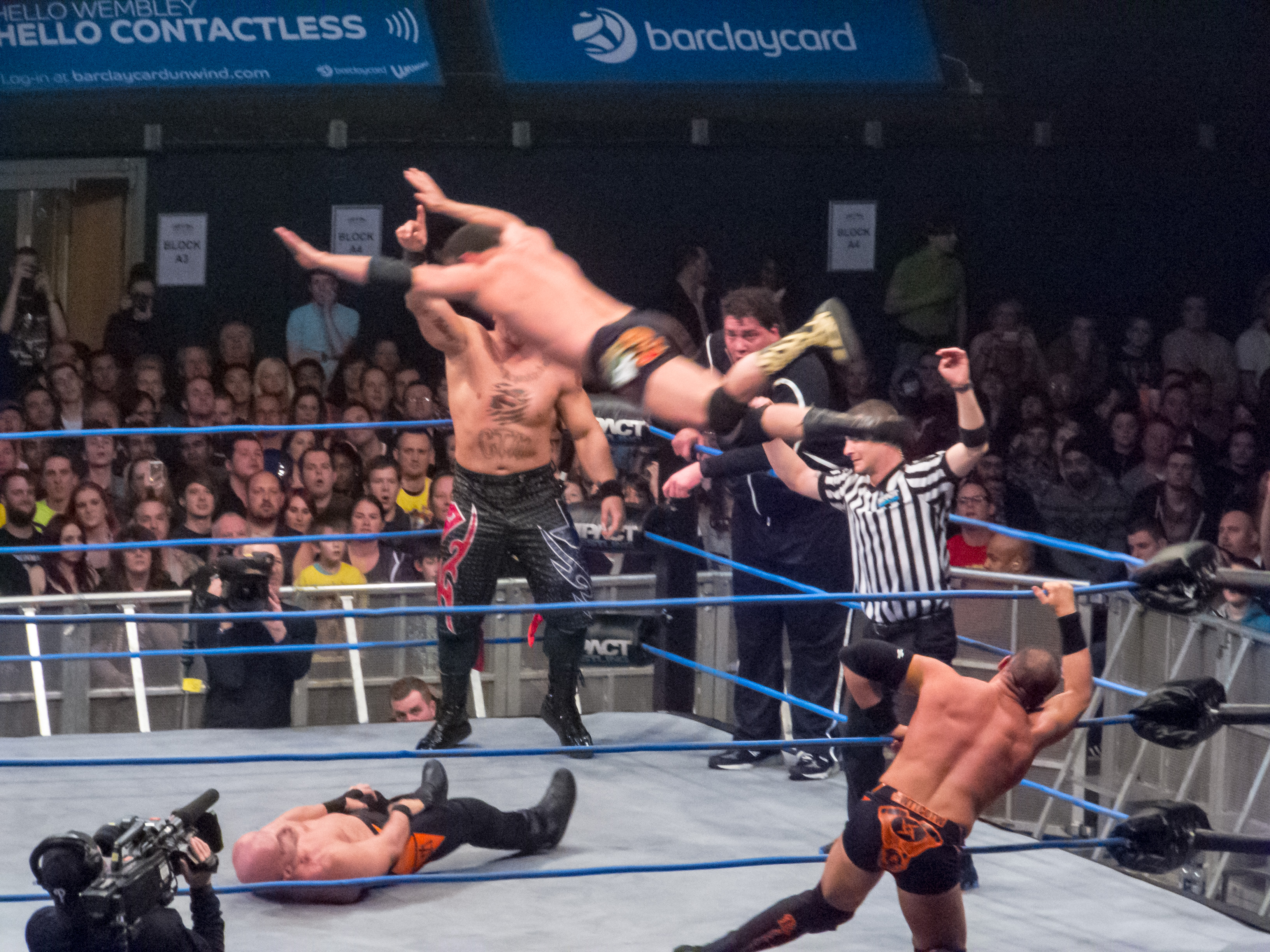
フロッグ・スプラッシュ

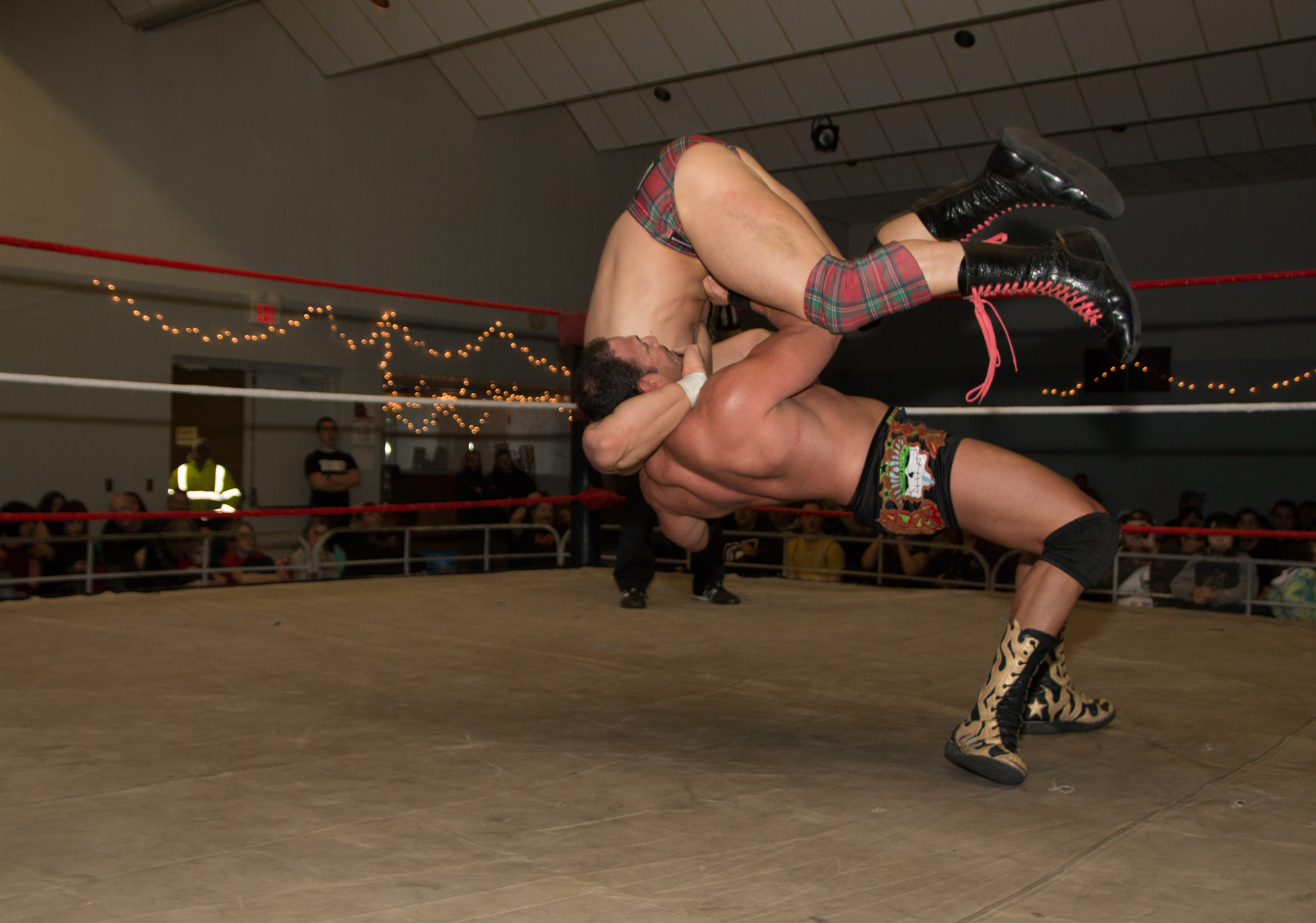
スリー・アミーゴス

### フィニッシュホールド
ゴリーボム
代表的なフィニッシャー。
祖父ゴリー・ゲレロのオリジナル技ゴリー・スペシャルを元に編み出したチャボのオリジナル技。
ゴリースペシャルの体勢から腕のクラッチを外し、フェイスバスター式に叩きつける変形パワーボム。WCW時代から使用している。
フロッグ・スプラッシュ
叔父であるエディ・ゲレロのフィニッシャー（必殺技）でもあり、彼の死後から使用し始める。大一番などでしか使用しない技であったが、ECW王座獲得後は完全に自身のフィニッシャーとなる。
垂直落下式ブレーンバスター
WCW時代の主な決め技。ブレーンバスターDDTとも呼ばれる。WWEでは頭から落とす技に規制がかかるため使用していないが、通常のブレーンバスターを垂直落下風に巧く落とす場合がある。

### その他
トルネードDDT
スリー・アミーゴス
叔父エディ・ゲレロの技を継承。ヒールターン以降、3発目で返されることが時折見られる。この技をかける前に観客を煽りブーイングの嵐を巻き起こす。
スーパープレックス
ジャーマンスープレックス
ベリー・トゥー・バック・スープレックス
モディファイド・バックブリーカー
カナディアン式のように担ぎ上げ、マットへと勢い良く一気に膝をつき相手の背中、腰に衝撃を与える技。カウンターで決めることが多い。旋回してから決めるバリエーションがある。超重量級が多いWWEでは、使用する相手は同体格、もしくはやや重量のレスラー相手に限定されている。
ヘッドシザーズ・ホイップ
横回転の際、高速で行う。
エルボー
エルボー・スマッシュ
バック・ハンド・チョップ
チョップ・スマッシュ
突き上げドロップキック
打点が高いのが特徴。
ドロップサルトのように両足で相手を蹴った瞬間に後転し、綺麗にムーンサルトで着地する事がある。
ミサイルキック

## 獲得タイトル
WWE
- ECW王座：1回
- WWEクルーザー級王座 : 4回
- WWEタッグ王座 : 2回（w / エディ・ゲレロ）

TNA
- TNA世界タッグ王座 : 2回（w / ヘルナンデス）

WCW
- WCWクルーザー級王座 : 2回
- WCWタッグ王座 : 1回

AAA
- ルチャリブレワールドカップ男子部門 (2016年度) (w / ブライアン・ケイジ、ジョニー・ムンド)

Lucha Underground
- ルチャアンダーグラウンド・ギフト・オブ・ザ・ゴッズ王座 : 2回

RKK
- RKKタッグ王座 : 1回 (w / ブルドッグ・ハート) : 1回

VPW
- ヴァンデッタ・プロヘビー級王座 : 1回

WWC
- WWCカリビアンヘビー級王座 : 1回

PWI
- 2004年度PWIランキング17位（500人中）

Wrestling Observer Newsletter
- 2002年度年間最優秀タッグチーム（w / エディ・ゲレロ）

## 入場曲
- Chavito Ardiente
- Never Thought My Life Could Be This Good
- Euro Euro
- Latino World Order
- We Lie We Cheat We Steal
- Latino Heat
- Te Kill Ya

## その他
- 既婚者であり、２人の息子がいる。
- クリス・ベノワは亡くなる直前、チャボやディーン・マレンコら親友へと手紙を残していた。
- 場外からリングへと走ったまま、セカンドロープとトップロープの間を前転してすり抜ける事ができる。
- 入場時、もしくは試合中に人差し指を天へと向ける仕草が見られるが、これは叔父であり兄弟同然の仲だったエディへの哀悼と称賛を意味する。